# Solomon Zeitlin
Solomon Zeitlin (hebräisch שְׁלֹמֹה צײטלין, russisch Шломо Цейтлин / Shlomo Cejtlin, auch Tseitlin, Tseytlin; geboren 31. Mai 1892 in Tschaschniki im Gouvernement Wizebsk, Russisches Kaiserreich; gestorben 28. Dezember 1976, Philadelphia) war ein US-amerikanischer Rabbiner, Historiker und akademischer Lehrer.
Er wurde auch dadurch bekannt, dass er – gegen alle seine akademischen Kollegen – behauptete, die Schriftrollen vom Toten Meer seien nicht aus vorchristlicher Zeit, sondern viel jünger.

## Schriften (Auswahl)
- The Rise and Fall of the Judean State. A Political, Social and Religious History of the Second Commonwealth. Jewish Publication Society of America, Philadelphia Pa. 1967.
- Who Crucified Jesus. Harper & brothers, New York NY u. a. 1942 (zuletzt: Bloch Pub Co, New York NY 1975).